# Deep Purple (álbum)
Deep Purple é o terceiro álbum de estúdio da banda de hard rock britânica Deep Purple, lançado em 1969 pela Tetragrammaton nos Estados Unidos, e pela EMI's Harvest Records no Reino Unido, e Polydor no Canadá e Japão.
Foi lançado durante uma crise interna que culminaria com a saída do vocalista Rod Evans e do baixista Nick Simper.
| Críticas profissionais                                                      | Críticas profissionais |
| Avaliações da crítica                                                       | Avaliações da crítica  |
| Fonte                                                                       | Avaliação              |
| --------------------------------------------------------------------------- | ---------------------- |
| allmusic                                                                    | [ 2 ]                  |
| Esta tabela precisa de ser acompanhada por texto em prosa. Consulte o guia. |                        |

## Faixas
| N.º | Título                      | Compositor(es)                              | Duração |  |
| 1.  | "Chasing Shadows"           | Ian Paice, Jon Lord                         | 5:34    |  |
| 2.  | "Blind"                     | Lord                                        | 5:26    |  |
| 3.  | "Lalena" (cover de Donovan) | Donovan Leitch                              | 5:05    |  |
| 4.  | "Fault Line"                | Ritchie Blackmore, Nick Simper, Lord, Paice | 1:46    |  |
| 5.  | "The Painter"               | Blackmore, Rod Evans, Lord, Simper, Paice   | 3:51    |  |
| 6.  | "Why Didn't Rosemary?"      | Blackmore, Evans, Lord, Simper, Paice       | 5:04    |  |
| 7.  | "Bird Has Flown"            | Lord, Evans, Blackmore                      | 5:36    |  |
| 8.  | "April"                     | Blackmore, Lord                             | 12:10   |  |

## Créditos
- Jon Lord – órgão, teclado, backing vocals
- Ritchie Blackmore – guitarra
- Rod Evans – vocal
- Nick Simper – baixo, backing vocals
- Ian Paice – bateria